# Sellraintalstraße
Die Sellraintalstraße (L 13), nichtamtlich und historisch auch Sellrainer Straße und Sellrainer Landesstraße, ist eine Landesstraße in Tirol. Sie führt von Zirl im Inntal durch das Sellraintal ins Kühtai und ist 26,7 km lang.

## Verlauf
Die Sellraintalstraße zweigt zwischen Martinsbühel und Zirl von der Tiroler Straße (B 171) nach Süden ab und führt zunächst über den Inn und unter der Inntalautobahn durch (mit Anschluss aus / in Richtung Innsbruck), unterquert die Arlbergbahn und führt an Kematen vorbei. Anschließend verläuft sie parallel zur Melach durch die enge Schlucht am Taleingang bis Sellrain und weiter durch das Sellraintal über Gries im Sellrain, St. Sigmund im Sellrain und Haggen bis in den Wintersportort Kühtai. Die Straße endet nach Überschreiten des Kühtaisattels (2017 m ü. A.) beim Jagdschloss Kühtai und führt weiter als Kühtaistraße (L 237) durch das Nedertal hinunter nach Oetz zur Ötztalstraße.
Von Zirl bis ins Kühtai überwindet die Sellraintalstraße auf einer Länge von 26,7 Kilometern 1420 Höhenmeter. An vielen Stellen ist die Straße durch Steinschlag, Muren oder Lawinen gefährdet und mit Schutzbauten wie Stützmauern und Galerien versehen. Das längste Bauwerk ist die Mugkögele- und Marcheckgalerie zwischen Haggen und Kühtai mit einer Länge von 614 m.

## Geschichte
Den ersten Fahrweg durch das Sellrain ins Kühtai ließ Erzherzog Leopold V. von 1623 bis 1628 anlegen, der sich dort gerne zur Jagd aufhielt und in der Folge einen Schwaighof zum Jagdschloss umbauen ließ.
Bis ins 19. Jahrhundert war das Sellraintal nur über die Mittelgebirgsterrassen (Grinzens bzw. Oberperfuss) zu erreichen, durch die unzugängliche Melachschlucht am Talausgang führte nicht einmal ein Fußweg. Erste Pläne für eine Straße durch die Schlucht tauchten 1858 auf, 1865 kam es zur Vermessung der geplanten Strecke von Kematen nach Rothenbrunn (Sellrain), die vom Stift Wilten bezahlt wurde. Mit der Eröffnung der Arlbergbahn 1883 erhielten die Pläne einer direkten Verbindung vom Bahnhof Kematen ins Sellrain neuen Auftrieb. Besonders das Stift Wilten, das die Grundherrschaft im oberen Abschnitt und in Seitentälern des Sellraintals innehatte, aber auch der Deutsche und Österreichische Alpenverein setzten sich dafür ein. Im September 1886 einigte sich ein Konsortium unter Führung des Stiftes Wilten auf den Bau der Straße.
Zu Neujahr 1887 wurde der Bau mit den ersten Felssprengungen begonnen und bereits am 4. November 1887 weihte Abt Laurentius Müller die 3 Meter breite Straße ein und übergab sie dem Verkehr. Von den 27.000 Gulden Baukosten trug das Stift Wilten 17.000, der Rest wurde von Wirten und Gewerbetreibenden aus Kematen und dem Sellrain sowie dem Alpenverein aufgebracht. Vom Land Tirol und den Talgemeinden kam hingegen keine Unterstützung. Zur Erhaltung der Straße wurde anfangs eine Maut eingehoben. 1905 wurde eine Konkurrenz zur Übernahme der Kosten des Baus und der Erhaltung der Straße gebildet.
Die neue Straße verkürzte den Weg von Kematen nach Rothenbrunn gegenüber den Verbindungen über Grinzens oder Oberperfuss von 11 bzw. 9 km auf 4½ km und führte zu einem Aufschwung des Fremdenverkehrs im Sellraintal. Sie war aber regelmäßig durch Hochwasser und Felsstürze beeinträchtigt.
Die Verbindung von Sellrain weiter über Gries und St. Sigmund ins Kühtai war weiterhin nur ein Karrenweg. Von 1927 bis 1930 wurde die Straße ausgebaut und bis Gries weitergebaut, am 1. Juli 1930 konnte der Postautobusverkehr bis Gries aufgenommen werden (anfangs drei Buspaare Innsbruck–Gries plus zwei Buspaare Kematen–Gries).
Für die Benützung des Teilstücks zwischen Haggen und Kühtai wurde zur Deckung der Kosten der Schneeräumung von 1960 bis 1972 in den Wintermonaten eine Mautgebühr eingehoben.
Für den Bau der Kraftwerksgruppe Sellrain-Silz wurde die Sellraintalstraße zwischen 1975 und 1979 großzügig ausgebaut und teilweise neu trassiert.

## Verkehr
Im Jahr 2018 wurden an der Zählstelle Kematen Nord im Schnitt 11.070 Kraftfahrzeuge, an der Zählstelle Sellrain 2893 Kraftfahrzeuge in 24 Stunden gezählt.

## Galerie

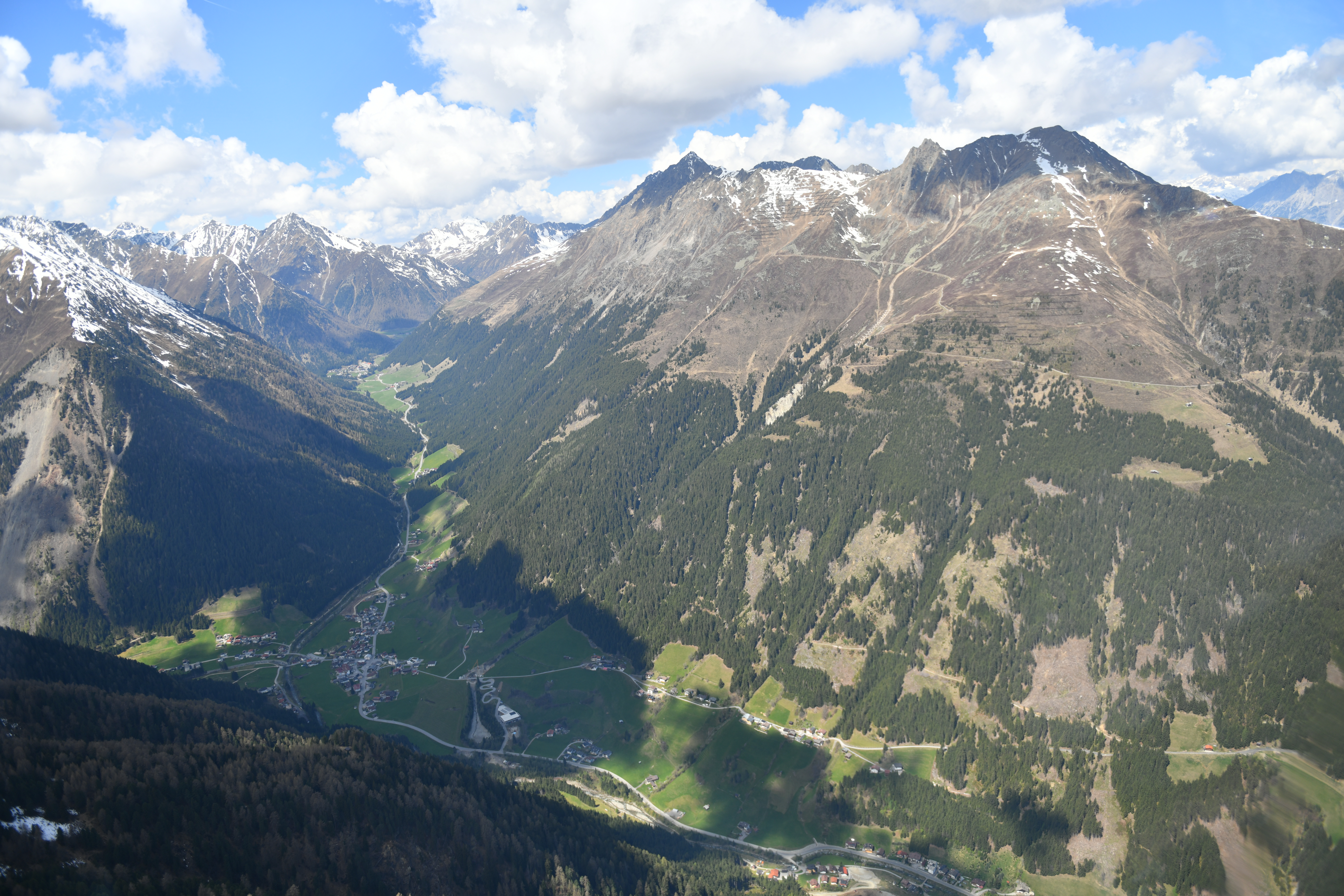
Sellraintal mit Sellraintalstraße (Luftaufnahme, 2025)
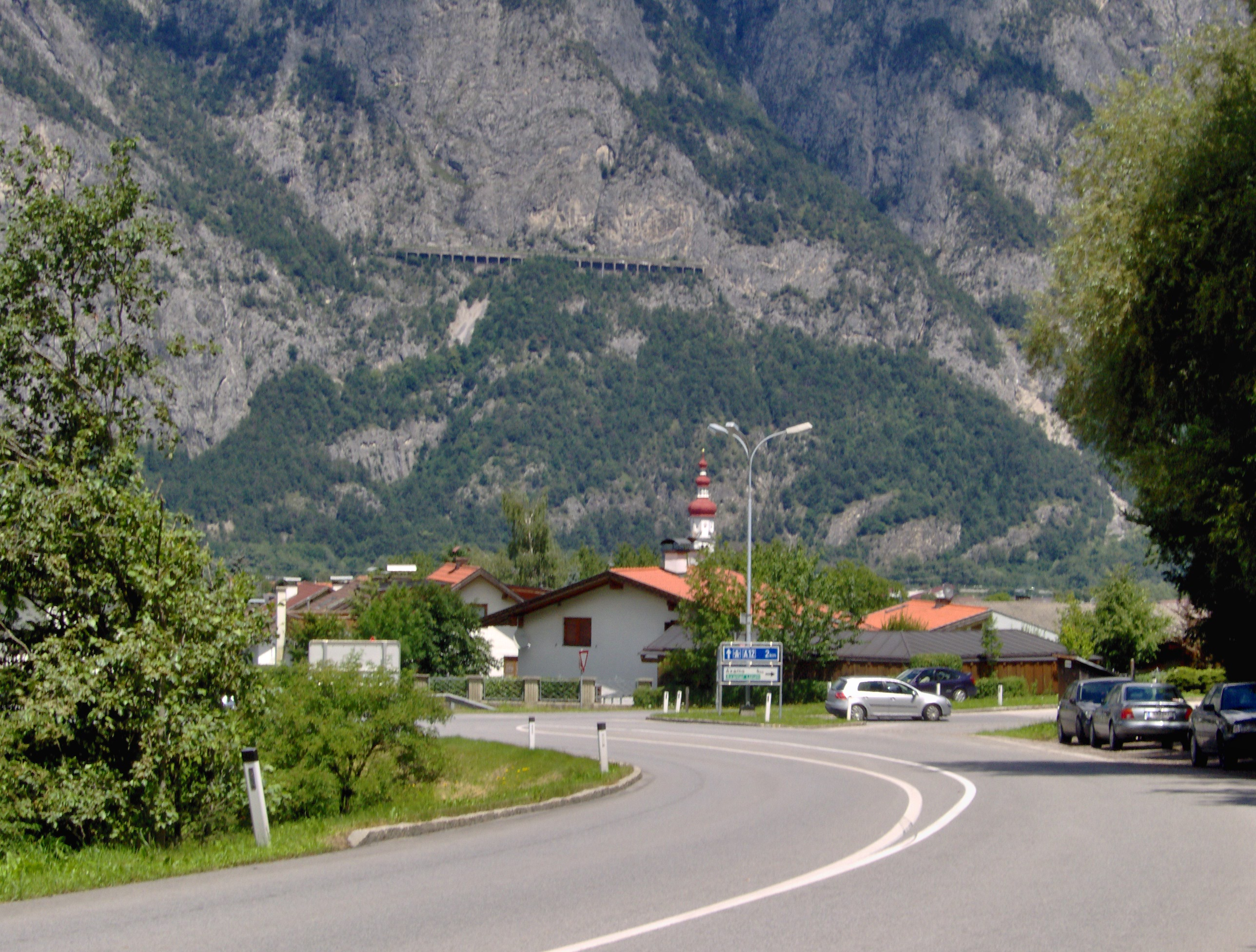
In Kematen bei der Abzweigung der Axamer Straße (2007)
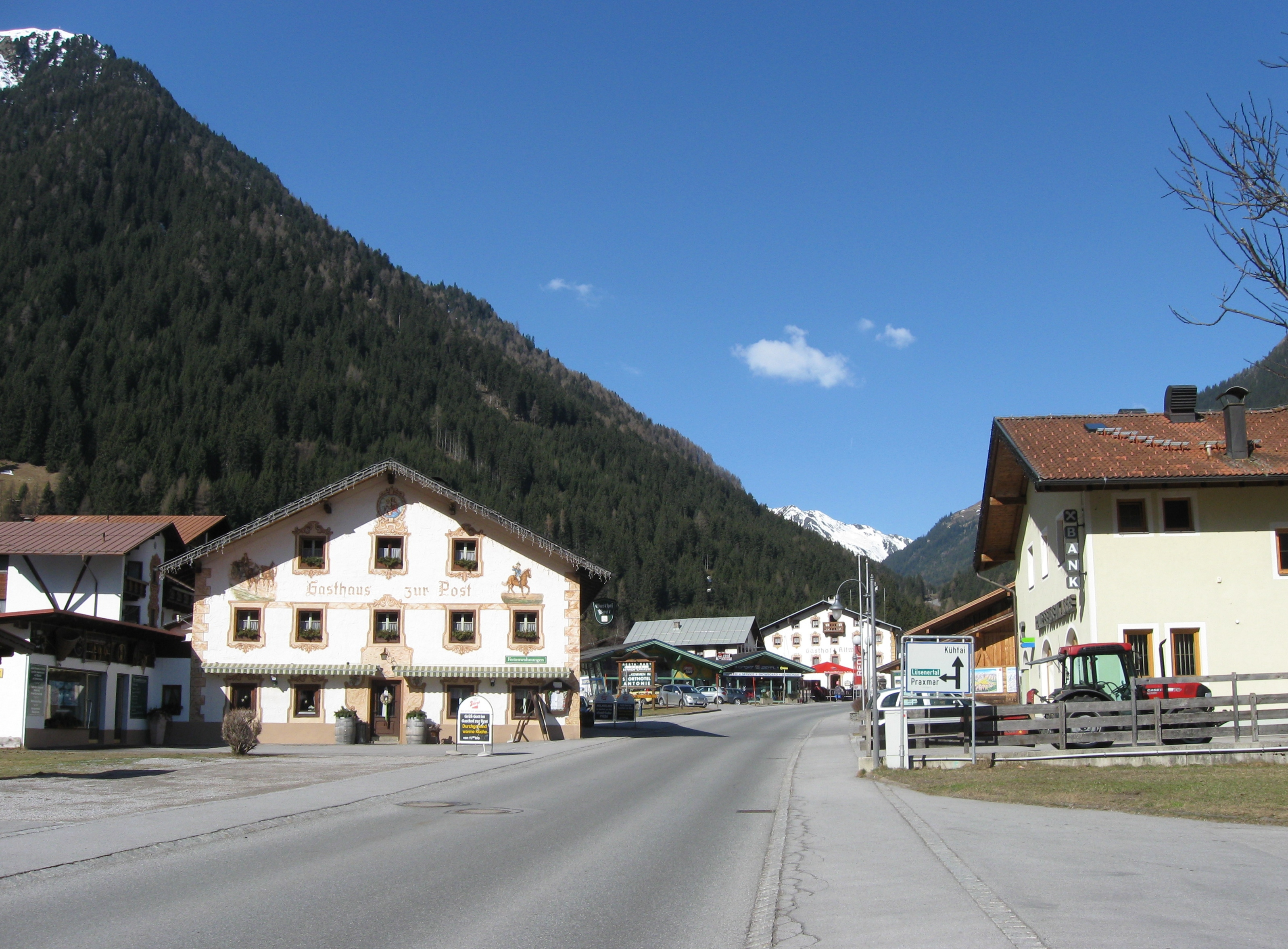
Ortsdurchfahrt Gries (2011)
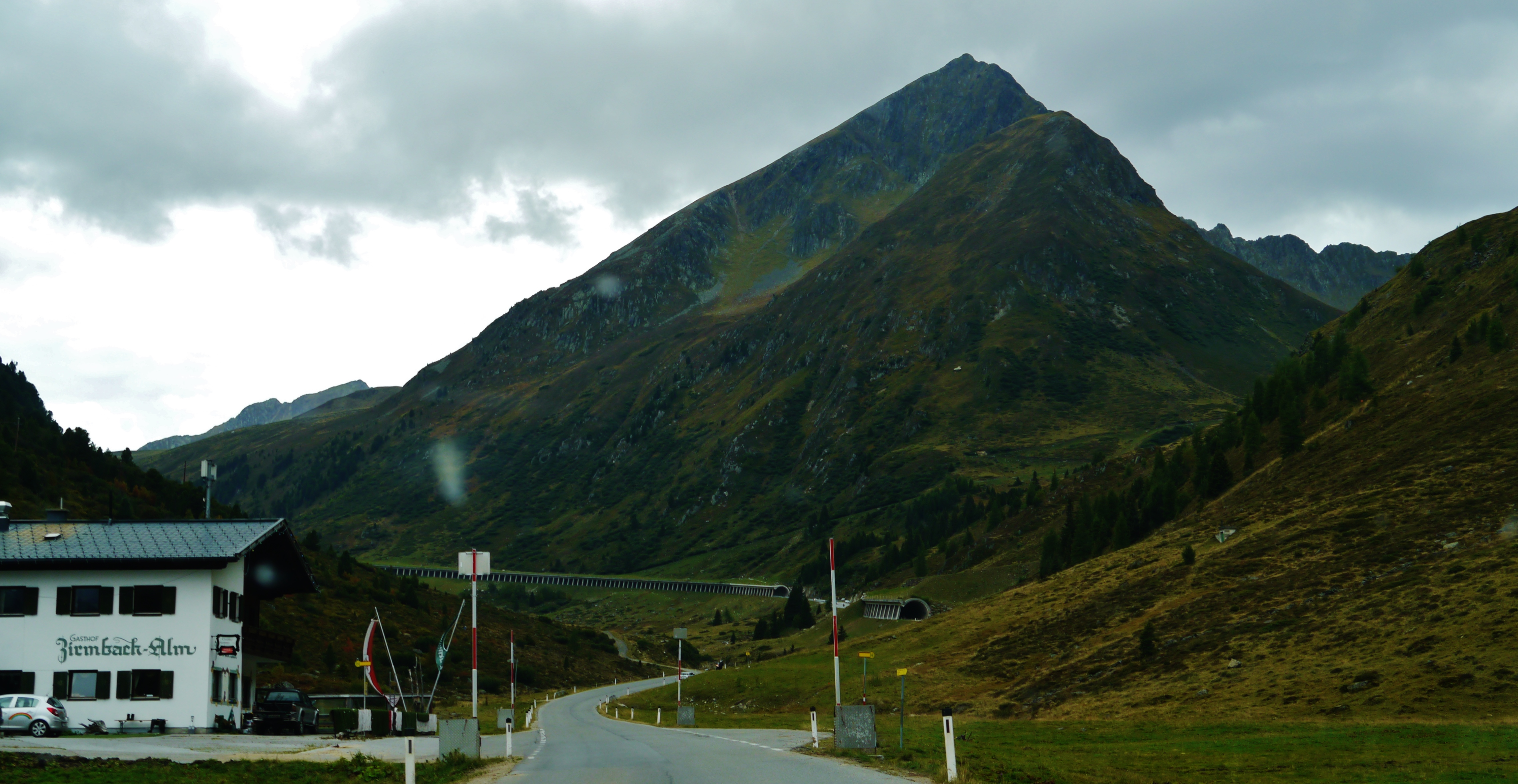
Lawinenschranken bei der Zirmbachalm (2014)
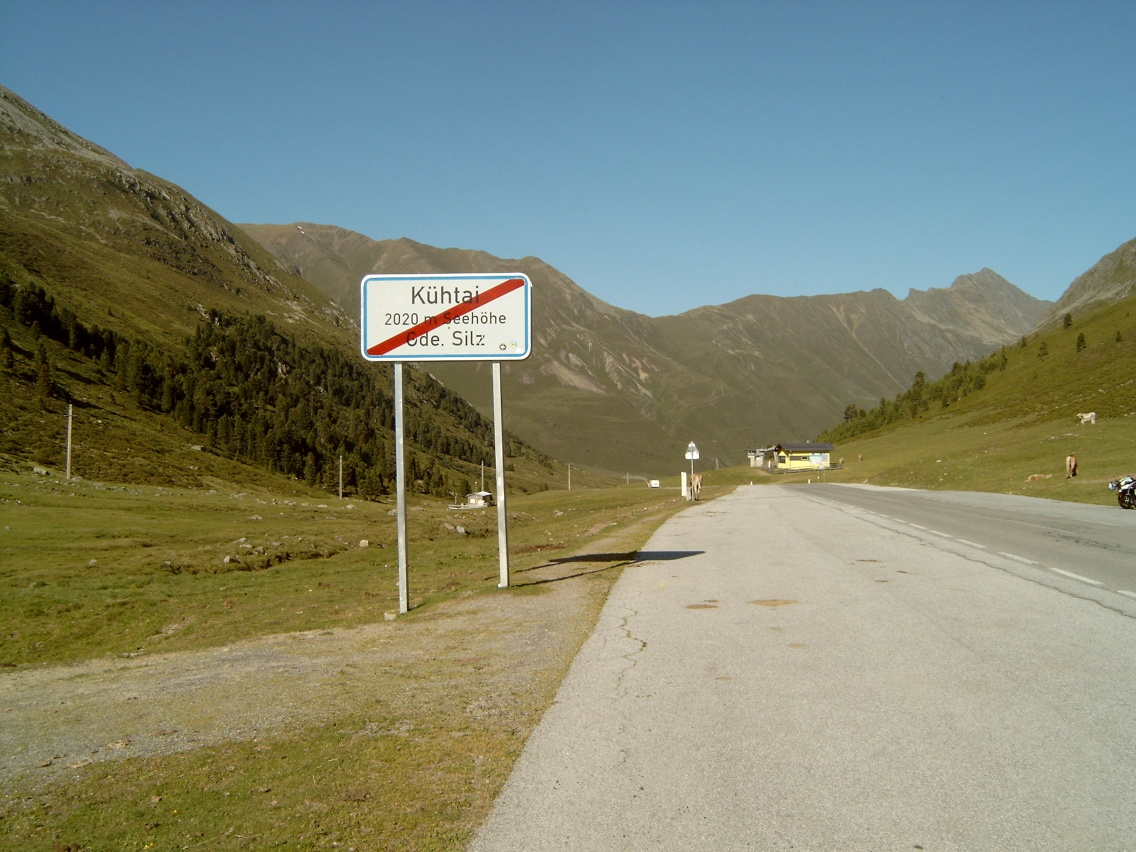
Ortsende Kühtai (2009)